# Rochdale AFC
Rochdale AFC är en engelsk professionell fotbollsklubb i Rochdale, grundad 1907. Hemmamatcherna spelas på Spotland Stadium. Smeknamnet är The Dale. Klubben spelar sedan säsongen 2021/22 i League Two.

## Historia

Klubbens ligaplaceringar från och med 1921.

Klubben var med och startade Third Division North 1921 och har allt sedan dess tillhört de två lägsta divisionerna i The Football League. Första gången klubben blev uppflyttad var 1968/69 då man kom trea i dåvarande Fourth Division, men fem år senare fick man lämna Third Division. Vid nästa uppflyttning 2009/10 blev sejouren tvåårig. Efter ytterligare två säsonger i League Two tog Rochdale åter steget upp i League One efter säsongen 2013/14.

## Meriter

### Liga
- League Two eller motsvarande (nivå 4): Trea och uppflyttade 1968/69, 2009/10, 2013/14
- Lancashire Combination: Mästare 1910/11, 1911/12

### Cup
- Ligacupen: Final 1961/62
- Lancashire Senior Cup: Mästare 1948/49, 1970/71, 2004/05